# Ansbacher Straße 26 (Uffenheim)

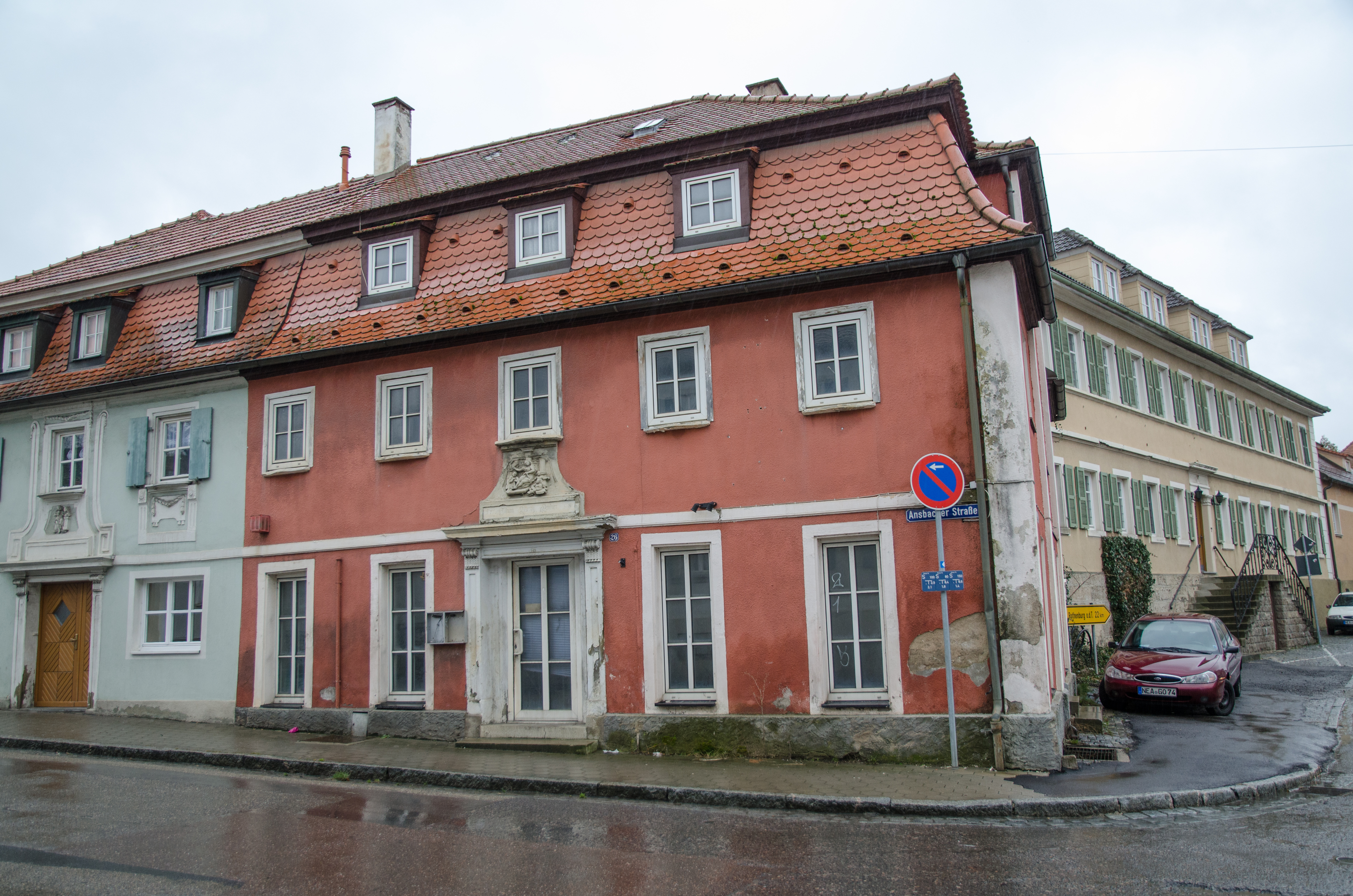
Haus Ansbacher Straße 26 in Uffenheim

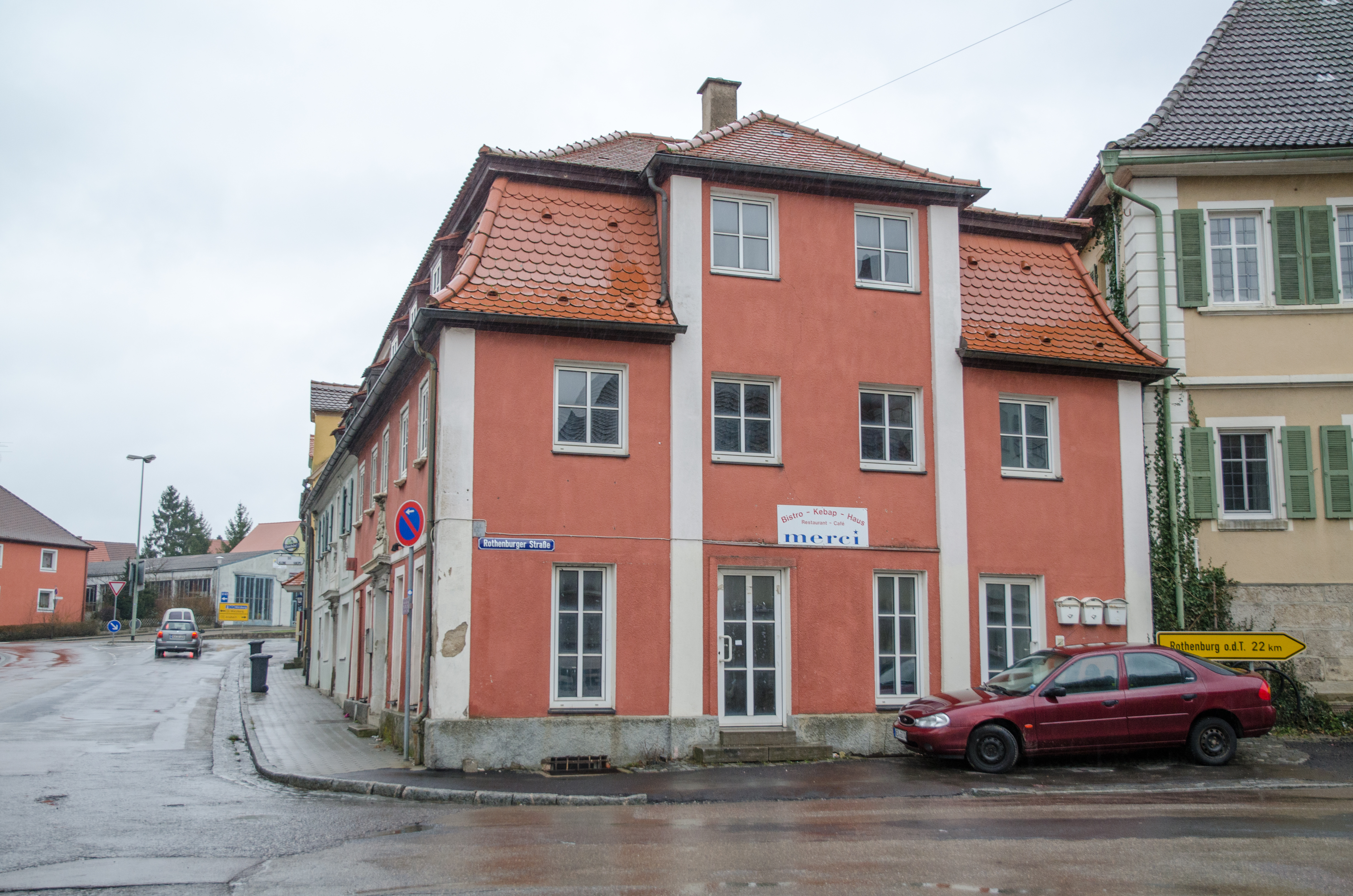
Schmalseite zur Rothenburger Straße

Das Gebäude Ansbacher Straße 26 in Uffenheim, einer Stadt im mittelfränkischen Landkreis Neustadt an der Aisch-Bad Windsheim in Bayern, wurde 1798 errichtet. Das Wohngebäude ist ein geschütztes Baudenkmal.

## Beschreibung
Der zweigeschossige Mansarddachbau in Ecklage bildet mit dem Haus Ansbacher Straße 28 eine Baugruppe. Er besitzt eine Putzgliederung und Reste der klassizistischen Stuckaturen. Das Haus mit vier zu fünf Fensterachsen wird mittels Lisenen und einem flachen Mittelrisalit an der Seite zur Rothenburger Straße gegliedert. Die Längsseite wird von einem Gurtgesims gegliedert. Die mittlere Achse bildet ein Portal mit Pilastern und Gesimsverdachung aus Haustein. Die Supraporte mit dem Relief einer Allegorie der Architektur ist mit der Inschrift „17 Johann Georg Endner 98“ versehen. 